# Supercopa de Clubes AUF-OFI
La Supercopa de Clubes AUF-OFI (también llamada Supercopa Amateur) es una competición de carácter amateur organizada por la Asociación Uruguaya de Fútbol que enfrenta al campeón de la Copa Nacional de Clubes con el campeón de la Primera División Amateur.

## Sistema de disputa
Se enfrentan a partido único el ganador de la Primera División Amateur (tercera categoría del sistema de ligas del fútbol uruguayo) organizada por la Asociación Uruguaya de Fútbol, y el ganador de la Copa Nacional de Clubes, regida por la Organización del Fútbol del Interior (incluye a los clubes afiliados a las Ligas Departamentales del interior del país).Tiene por finalidad alcanzar la integración entre ambas asociaciones de fútbol.
Se disputa al finalizar la temporada en escenario neutral, las primeras tres ediciones fueron en la ciudad de Montevideo, la cuarta se disputó en Fray Bentos.

## Historial

### Títulos por año
| Temporada | Campeón                     | Resultado    | Subcampeón               | Sede final                     | Fecha                   |
| --------- | --------------------------- | ------------ | ------------------------ | ------------------------------ | ----------------------- |
| 2021      | Miramar Misiones (AUF)      | 5:0          | Central (San José) (OFI) | Parque Palermo, Montevideo     | 26 de febrero de 2022   |
| 2022      | Central (San José) (OFI)    | 1:0          | Tacuarembó (AUF)         | Estadio Centenario, Montevideo | 5 de noviembre de 2022  |
| 2023      | Universitario (Salto) (OFI) | 3:3 (4-2 p.) | Colón (AUF)              | Estadio Centenario, Montevideo | 10 de diciembre de 2023 |
| 2024      | Porongos (Flores) (OFI)     | 3:2          | Artigas (AUF)            | Parque Liebig's, Fray Bentos   | 10 de mayo de 2025      |

- (AUF): Club en representación de la Asociación Uruguaya de Fútbol.
- (OFI): Club en representación de la Organización del Fútbol del Interior.

### Títulos por equipo
| Club                  | Asociación | Títulos | Subtítulos | Años campeón | Años subcampeón |
| --------------------- | ---------- | ------- | ---------- | ------------ | --------------- |
| Miramar Misiones      | AUF        | 1       | 0          | 2021         | -               |
| Central (San José)    | OFI        | 1       | 1          | 2022         | 2021            |
| Universitario (Salto) | OFI        | 1       | 0          | 2023         | -               |
| Porongos (Flores)     | OFI        | 1       | 0          | 2024         | -               |
| Tacuarembó            | AUF        | 0       | 1          | -            | 2022            |
| Colón                 | AUF        | 0       | 1          | -            | 2023            |
| Artigas               | AUF        | 0       | 1          | -            | 2024            |

### Títulos por Asociación
| Asociación | Títulos | Subtítulos | Años campeona    | Años subcampeona |
| ---------- | ------- | ---------- | ---------------- | ---------------- |
| OFI        | 3       | 1          | 2022, 2023, 2024 | 2021             |
| AUF        | 1       | 3          | 2021             | 2022, 2023, 2024 |

### Estadísticas

#### Goleadores históricos
| Pos. | Jugador                 | Goles | Ediciones | Equipo                |
| ---- | ----------------------- | ----- | --------- | --------------------- |
| 1    | Agustín Alaniz          | 3     | 2021      | Miramar Misiones      |
| 2    | Ignacio Casas           | 2     | 2023      | Colón                 |
| 3    | Elbio Maximiliano Pérez | 1     | 2021      | Miramar Misiones      |
| =    | Maximiliano Pérez       | 1     | 2021      | Miramar Misiones      |
| =    | Agustín Bombi           | 1     | 2022      | Central (San José)    |
| =    | Martín Silva            | 1     | 2023      | Universitario (Salto) |
| =    | Matías Santos           | 1     | 2023      | Colón                 |
| =    | Jonathan Jorge          | 1     | 2023      | Universitario (Salto) |
| =    | Alexander Piriz         | 1     | 2023      | Universitario (Salto) |
| =    | Martín Taberne          | 1     | 2024      | Porongos              |
| =    | Guzmán Verde            | 1     | 2024      | Porongos              |
| =    | Mauro Portillo          | 1     | 2024      | Porongos              |
| =    | Gianfranco Orozco       | 1     | 2024      | Artigas               |
| =    | Natanael Troncoso       | 1     | 2024      | Artigas               |

## Copa Amateur
A partir del año 2023 también se disputa la Copa Amateur AUF-OFI, enfrentando al campeón de la Divisional B de la Copa Nacional de Clubes con el campeón de la Divisional D AUF (cuarta categoría del sistema de ligas del fútbol uruguayo).

### Títulos por año
| Año  | Campeón                | Resultado    | Subcampeón                      | Sede final                     | Fecha                   |
| ---- | ---------------------- | ------------ | ------------------------------- | ------------------------------ | ----------------------- |
| 2023 | Rincón (AUF)           | 0:0 (4-3 p.) | 18 de Julio (Fray Bentos) (OFI) | Estadio Centenario, Montevideo | 10 de diciembre de 2023 |
| 2024 | Nacional (Salto) (OFI) | 0:0 (4-1 p.) | Deutscher (AUF)                 | Parque Liebig's, Fray Bentos   | 10 de mayo de 2025      |

- (AUF): Club en representación de la Asociación Uruguaya de Fútbol.
- (OFI): Club en representación de la Organización del Fútbol del Interior.

### Títulos por equipo
| Club                      | Asociación | Títulos | Subtítulos | Años campeón | Años subcampeón |
| ------------------------- | ---------- | ------- | ---------- | ------------ | --------------- |
| Rincón                    | AUF        | 1       | 0          | 2023         | -               |
| Nacional FC (Salto)       | OFI        | 1       | 0          | 2024         | -               |
| 18 de Julio (Fray Bentos) | OFI        | 0       | 1          | -            | 2023            |
| Deutscher                 | AUF        | 0       | 1          | -            | 2024            |

### Títulos por Asociación
| Asociación | Títulos | Subtítulos | Años campeona | Años subcampeona |
| ---------- | ------- | ---------- | ------------- | ---------------- |
| AUF        | 1       | 1          | 2023          | 2024             |
| OFI        | 1       | 1          | 2024          | 2023             |